# Pegomya neopalposa
Pegomya neopalposa är en tvåvingeart som beskrevs av John Otterbein Snyder 1957. Pegomya neopalposa ingår i släktet Pegomya och familjen blomsterflugor. Inga underarter finns listade i Catalogue of Life.